# Liste der Kulturdenkmäler in Kirchheim (Hessen)
Die folgende Liste enthält die in der Denkmaltopographie ausgewiesenen Kulturdenkmäler auf dem Gebiet  der Gemeinde Kirchheim, Landkreis Hersfeld-Rotenburg, Hessen.
Hinweis: Die Reihenfolge der Denkmäler in dieser Liste orientiert sich zunächst an Ortsteilen und anschließend der Anschrift, alternativ ist sie auch nach der Bezeichnung oder der Bauzeit sortierbar.
Kulturdenkmäler werden fortlaufend im Denkmalverzeichnis des Landes Hessen durch das Landesamt für Denkmalpflege Hessen auf Basis des Hessischen Denkmalschutzgesetzes (HDSchG) geführt. Die Schutzwürdigkeit eines Kulturdenkmals hängt nicht von der Eintragung in das Denkmalverzeichnis des Landes Hessen oder der Veröffentlichung in der Denkmaltopographie ab.

## Allendorf
| Bild            | Bezeichnung                                   | Lage                                                          | Beschreibung | Bauzeit                | Daten |
| --------------- | --------------------------------------------- | ------------------------------------------------------------- | ------------ | ---------------------- | ----- |
| Bild gesucht BW | Hakenhof Allendorfer Straße 13                | Allendorf, Allendorfer Straße 13 LageFlur: 5, Flurstück: 54   |              | Spätes 19. Jahrhundert |       |
| Bild gesucht BW | Hofanlage Allendorfer Straße 16               | Allendorf, Allendorfer Straße 16 LageFlur: 5, Flurstück: 17/2 |              | 19. Jahrhundert        |       |
| Bild gesucht BW | Wohn-Wirtschaftsgebäude Allendorfer Straße 23 | Allendorf, Allendorfer Straße 23 LageFlur: 5, Flurstück: 74/2 |              | Spätes 19. Jahrhundert |       |
| Bild gesucht BW | Wohn-Wirtschaftsgebäude Rainstraße 11         | Allendorf, Rainstraße 11 LageFlur: 5, Flurstück: 17/2         |              | um 1900                |       |

## Frielingen
| Bild            | Bezeichnung                                    | Lage                                                                  | Beschreibung | Bauzeit                       | Daten |
| --------------- | ---------------------------------------------- | --------------------------------------------------------------------- | ------------ | ----------------------------- | ----- |
| Bild gesucht BW | Erntennenhaus Aulastraße 6                     | Frielingen, Aulastraße 6 LageFlur: 10, Flurstück: 149/44              |              | 1788                          |       |
| Bild gesucht BW | Wohn-Wirtschaftsgebäude Frielinger Straße 10   | Frielingen, Frielinger Straße 10 LageFlur: 10, Flurstück: 123/7       |              |                               |       |
| Bild gesucht BW | Scheune Frielinger Straße 12                   | Frielingen, Frielinger Straße 12 LageFlur: 10, Flurstück: 123/7       |              |                               |       |
| Bild gesucht BW | Traufenhaus Frielinger Straße 14               | Frielingen, Frielinger Straße 14 LageFlur: 10, Flurstück: 5/2         |              | 18. Jahrhundert               |       |
| Bild gesucht BW | Haupthaus einer Hofanlage Frielinger Straße 23 | Frielingen, Frielinger Straße 23 LageFlur: 9, Flurstück: 146/1        |              | Mitte 18. Jahrhundert         |       |
| Bild gesucht BW | Erntennenhaus Frielinger Straße 26             | Frielingen, Frielinger Straße 26 LageFlur: 8, Flurstück: 55           |              | 1786                          |       |
| Bild gesucht BW | Baumbachsche Forstverwaltung                   | Frielingen, Frielinger Straße 31 LageFlur: 8, Flurstück: 137/63       |              | um 1900                       |       |
| Bild gesucht BW | Oberförsterei                                  | Frielingen, Kittelbergstraße 1+3 LageFlur: 10, Flurstück: 5/1 und 5/2 |              | 1934                          |       |
| Bild gesucht BW | Wohn-Wirtschaftsgebäude Lönsbachstraße 2       | Frielingen, Lönsbachstraße 2 LageFlur: 8, Flurstück: 25               |              | Erste Hälfte 19. Jahrhundert  |       |
| Bild gesucht BW | Hakenhof Lönsbachstraße 5                      | Frielingen, Lönsbachstraße 5 LageFlur: 7, Flurstück: 74/2             |              | Zweite Hälfte 19. Jahrhundert |       |
| Bild gesucht BW | Konfirmantensaal                               | Frielingen, Pfarrstraße o.N. LageFlur: 10, Flurstück: 111/40          |              | um 1910                       |       |
| Bild gesucht BW | Evangelische Kirche                            | Frielingen, Pfarrstraße 7 LageFlur: 10, Flurstück: 30/2               |              | 1847                          |       |
| Bild gesucht BW | Wohn-Wirtschaftsgebäude Raiffeisenstraße 9     | Frielingen, Raiffeisenstraße 9 LageFlur: 10, Flurstück: 48/2          |              | 1864                          |       |
| Bild gesucht BW | Ehemaliger Bahnhof                             | Frielingen, Raiffeisenstraße 22 LageFlur: 11, Flurstück: 18/1         |              |                               |       |

## Gersdorf
| Bild            | Bezeichnung                                    | Lage                                                        | Beschreibung | Bauzeit                        | Daten |
| --------------- | ---------------------------------------------- | ----------------------------------------------------------- | ------------ | ------------------------------ | ----- |
| Bild gesucht BW | Hofanlage Blütenstraße 5                       | Gersdorf, Blütenstraße 5 LageFlur: 4, Flurstück: 25         |              | Mitte 18. Jahrhundert          |       |
| Bild gesucht BW | Dreiseithof Blütenstraße 10                    | Gersdorf, Blütenstraße 10 LageFlur: 4, Flurstück: 60/1      |              | um 1900                        |       |
| Bild gesucht BW | Traufenhaus Gersdorfer Straße 9                | Gersdorf, Gersdorfer Straße 9 LageFlur: 3, Flurstück:       |              | 1930er Jahre                   |       |
| Bild gesucht BW | Abschluss einer Hofanlage Gersdorfer Straße 23 | Gersdorf, Gersdorfer Straße 23 LageFlur: 3, Flurstück: 37/1 |              | Zweite Hälfte 18. Jahrhunderts |       |
| Bild gesucht BW | Mühlhof                                        | Gersdorf, Mühlweg 4 LageFlur: 4, Flurstück: 93/65           |              | nach 1812                      |       |

## Gershausen
| Bild            | Bezeichnung                           | Lage                                                          | Beschreibung | Bauzeit                      | Daten |
| --------------- | ------------------------------------- | ------------------------------------------------------------- | ------------ | ---------------------------- | ----- |
| Bild gesucht BW | Abschluss einer Hofanlage Am Wasser 2 | Gershausen, Am Wasser 2 LageFlur: 3, Flurstück: 28            |              | 1820                         |       |
| Bild gesucht BW | Scheune Gershäuser Straße 17          | Gershausen, Gershäuser Straße 17 LageFlur: 3, Flurstück: 38/1 |              | nach 1820                    |       |
| Bild gesucht BW | Rähmbau Gershäuser Straße 21          | Gershausen, Gershäuser Straße 21 LageFlur: 3, Flurstück: 32/2 |              | Mitte 18. Jahrhundert        |       |
| Bild gesucht BW | Ehemalige Schule                      | Gershausen, Hohlweg 6 LageFlur: 3, Flurstück: 14/4            |              | nach 1820                    |       |
| Bild gesucht BW | Wohn-Wirtschaftsgebäude Hohlweg 8     | Gershausen, Hohlweg 8 LageFlur: 3, Flurstück: 12/6            |              | Erste Hälfte 19. Jahrhundert |       |

## Goßmannsrode
| Bild            | Bezeichnung                                     | Lage                                                                 | Beschreibung | Bauzeit                       | Daten |
| --------------- | ----------------------------------------------- | -------------------------------------------------------------------- | ------------ | ----------------------------- | ----- |
| Bild gesucht BW | Ernhaus Goßmannsröder Straße 9                  | Goßmannsrode, Goßmannsröder Straße 9 LageFlur: 6, Flurstück: 99/1    |              | Zweite Hälfte 19. Jahrhundert |       |
| Bild gesucht BW | Hofanlage Goßmannsröder Straße 12               | Goßmannsrode, Goßmannsröder Straße 12 LageFlur: 6, Flurstück: 318/81 |              | 19. Jahrhundert               |       |
| Bild gesucht BW | Wohn-Wirtschaftsgebäude Goßmannsröder Straße 13 | Goßmannsrode, Goßmannsröder Straße 13 LageFlur: 6, Flurstück: 323/93 |              | Mitte 18. Jahrhundert         |       |
| Bild gesucht BW | Fachwerkhaus Goßmannsröder Straße 14            | Goßmannsrode, Goßmannsröder Straße 14 LageFlur: 6, Flurstück: 80/1   |              | Mitte 18. Jahrhundert         |       |
| Bild gesucht BW | Backhaus                                        | Goßmannsrode, Goßmannsröder Straße 18 LageFlur: 6, Flurstück: 110    |              | Erste Hälfte 19. Jahrhundert  |       |
| Bild gesucht BW | Rähmbau Goßmannsröder Straße 19                 | Goßmannsrode, Goßmannsröder Straße 19 LageFlur: 6, Flurstück: 311/40 |              | um 1800                       |       |
| Bild gesucht BW | Ehemalige Mühle                                 | Goßmannsrode, Mühlgasse 7 LageFlur: 6, Flurstück: 300/8              |              | um 1800                       |       |
| Bild gesucht BW | Hakenhof Mühlgasse 11                           | Goßmannsrode, Mühlgasse 11 LageFlur: 6, Flurstück: 312/43            |              | 18. Jahrhundert               |       |

## Heddersdorf
| Bild            | Bezeichnung                | Lage                                                      | Beschreibung | Bauzeit                      | Daten |
| --------------- | -------------------------- | --------------------------------------------------------- | ------------ | ---------------------------- | ----- |
| Bild gesucht BW | Wohnhaus Dorfstraße 4      | Heddersdorf, Dorfstraße 4 LageFlur: 4, Flurstück: 14/1    |              | 1749                         |       |
| Bild gesucht BW | Fachwerkhaus Dorfstraße 10 | Heddersdorf, Dorfstraße 10 LageFlur: 4, Flurstück: 105/47 |              | um 1800                      |       |
| Bild gesucht BW | Fachwerkhaus Dorfstraße 15 | Heddersdorf, Dorfstraße 15 LageFlur: 4, Flurstück: 156/51 |              | Erste Hälfte 18. Jahrhundert |       |
| Bild gesucht BW | Einhaus Dorfstraße 17      | Heddersdorf, Dorfstraße 17 LageFlur: 4, Flurstück: 157/53 |              | Erste Hälfte 18. Jahrhundert |       |

## Kemmerode
| Bild            | Bezeichnung                                     | Lage                                                         | Beschreibung | Bauzeit                      | Daten |
| --------------- | ----------------------------------------------- | ------------------------------------------------------------ | ------------ | ---------------------------- | ----- |
| Bild gesucht BW | Ehemalige Mühle                                 | Kemmerode, Hangstraße 2 LageFlur: 6, Flurstück: 107/16       |              | 1834                         |       |
| Bild gesucht BW | Haupthaus eines Hakenhofes Kemmeröder Straße 11 | Kemmerode, Kemmeröder Straße 11 LageFlur: 6, Flurstück: 33/1 |              | Erste Hälfte 19. Jahrhundert |       |
| Bild gesucht BW | Ehemalige Schule                                | Kemmerode, Kemmeröder Straße 13 LageFlur: 6, Flurstück: 37/1 |              | Spätes 18. Jahrhundert       |       |
| Bild gesucht BW | Abschluss eines Hakenhofes Kemmeröder Straße 15 | Kemmerode, Kemmeröder Straße 15 LageFlur: 6, Flurstück: 39/1 |              | Mitte 19. Jahrhundert        |       |
| Bild gesucht BW | Hofreite Kemmeröder Straße 22                   | Kemmerode, Kemmeröder Straße 22 LageFlur: 6, Flurstück: 5/2  |              |                              |       |

## Kirchheim
| Bild                                    | Bezeichnung                              | Lage | Beschreibung                            | Bauzeit                       | Daten |
| --------------------------------------- | ---------------------------------------- | --- | --------------------------------------- | ----------------------------- | ----- |
| Bild gesucht BW                         | Traufenhaus Bahnhofstraße 4              | Kirchheim, Bahnhofstraße 4 LageFlur: 16, Flurstück: 70/3 |                                         | 1805                          |       |
| Bild gesucht BW                         | Wohn-Wirtschaftsgebäude Bergstraße 2     | Kirchheim, Bergstraße 2 LageFlur: 15, Flurstück: 68/1 |                                         |                               |       |
| Bild gesucht BW                         | Haupthaus einer Hofanlage Bergstraße 7   | Kirchheim, Bergstraße 7 LageFlur: 15, Flurstück: 82/2 |                                         | Mitte 19. Jahrhundert         |       |
| Bild gesucht BW                         | Rähmbau Bergstraße 9                     | Kirchheim, Bergstraße 9 LageFlur: 15, Flurstück: 90/6 |                                         |                               |       |
| Bild gesucht BW                         | Fachwerkhaus Hauptstraße 25              | Kirchheim, Hauptstraße 25 LageFlur: 16, Flurstück: 72/2 |                                         | Erste Hälfte 18. Jahrhundert  |       |
| Bild gesucht BW                         | Wohnhaus Hauptstraße 27                  | Kirchheim, Hauptstraße 27 LageFlur: 16, Flurstück: 73/2 |                                         | Mitte 19. Jahrhundert         |       |
| Bild gesucht BW                         | Dreiseithof Hauptstraße 33               | Kirchheim, Hauptstraße 33 LageFlur: 16, Flurstück: 80/2 |                                         | Mitte 18. Jahrhundert         |       |
| Bild gesucht BW                         | Traufenhaus Hauptstraße 35               | Kirchheim, Hauptstraße 35 LageFlur: 16, Flurstück: 82/2 |                                         |                               |       |
| Bild gesucht BW                         | Rähmbau Hauptstraße 41                   | Kirchheim, Hauptstraße 41 LageFlur: 16, Flurstück: 92/2 |                                         | Zweite Hälfte 18. Jahrhundert |       |
| Bild gesucht BW                         | Abschluss einer Hofanlage Hauptstraße 47 | Kirchheim, Hauptstraße 47 LageFlur: 14, Flurstück: 65/1 |                                         | Mitte 19. Jahrhundert         |       |
| weitere Bilder                          | Evangelische Kirche                      | Kirchheim, Hauptstraße 52 LageFlur: 14, Flurstück: 62/4 |                                         | 1826–1827                     |       |
| Bild gesucht BW                         | Ehemalige Mühle                          | Kirchheim, Hauptstraße 55 LageFlur: 14, Flurstück: 110 |                                         | um 1834                       |       |
| Bild gesucht BW                         | Nebengebäude der Mühle                   | Kirchheim, Hauptstraße 57 LageFlur: 14, Flurstück: 157/112 |                                         |                               |       |
| Bild gesucht BW                         | Einhaus Linsengasse 2                    | Kirchheim, Linsengasse 2 LageFlur: 16, Flurstück: 26/2 |                                         | Spätes 18. Jahrhundert        |       |
| Bild gesucht BW                         | Wohn-Wirtschaftsgebäude Linsengasse 3    | Kirchheim, Linsengasse 3 LageFlur: 14, Flurstück: 32/1 |                                         | Zweite Hälfte 18. Jahrhundert |       |
| Bild gesucht BW                         | Ehemaliges Ernhaus Linsengasse 9         | Kirchheim, Linsengasse 9 LageFlur: 14, Flurstück: 20 |                                         | Mitte 18. Jahrhundert         |       |
| Bild gesucht BW                         | Rähmbau Linsengasse 18                   | Kirchheim, Linsengasse 18 LageFlur: 15, Flurstück: 65/1 |                                         | Mitte 19. Jahrhundert         |       |
| Baumbachsches Schloss                   | Baumbachsches Schloss                    | Kirchheim, Schlossstraße 1+3 LageFlur: 14, Flurstück: 20 |                                         | 1685                          |       |
| Bild gesucht BW                         | Ehemalige Schule                         | Kirchheim, Schlossstraße 4 LageFlur: 14, Flurstück: 28/2 |                                         | 1848                          |       |
| Bild gesucht BW                         | Wohnhaus Schlossstraße 8                 | Kirchheim, Schlossstraße 8 LageFlur: 14, Flurstück: 137/22 |                                         | um 1800                       |       |
| Bild gesucht BW                         | Erbbegräbnis                             | Kirchheim LageFlur: 1, Flurstück: 30/2 | Grabsteine des 19. und 20. Jahrhunderts |                               |       |
| Direkt Bild zu diesem Denkmal hochladen | Sandsteinbänke                           | Kirchheim, Außerhalb der Ortslage an der B 454: zwischen Kirchheim und Heddersdorf, zwischen Heddersdorf und Frielingen, zwischen Frielingen und Gersdorf sowie zwischen Kleba und Kirchheim |                                         | 1839                          |       |

## Reckerode
| Bild            | Bezeichnung                         | Lage                                                           | Beschreibung | Bauzeit                       | Daten |
| --------------- | ----------------------------------- | -------------------------------------------------------------- | ------------ | ----------------------------- | ----- |
| Bild gesucht BW | Wohnhaus Am Berg 3                  | Reckerode, Am Berg 3 LageFlur: 2, Flurstück: 17/2              |              | Spätes 18. Jahrhundert        |       |
| Bild gesucht BW | Hofreite Am Berg 5                  | Reckerode, Am Berg 5 LageFlur: 2, Flurstück: 127/20            |              | Mitte 18. Jahrhundert         |       |
| Bild gesucht BW | Haupthaus einer Hofanlage Bornweg 2 | Reckerode, Bornweg 2 LageFlur: 3, Flurstück: 62/1              |              | 1861                          |       |
| Bild gesucht BW | Einhaus Bornweg 4                   | Reckerode, Bornweg 4 LageFlur: 3, Flurstück: 92/48             |              | 1861                          |       |
| Bild gesucht BW | Traufenhaus Reckeröder Straße 1     | Reckerode, Reckeröder Straße 1 LageFlur: 3, Flurstück: 143/6   |              | nach 1820                     |       |
| Bild gesucht BW | Hakenhof Reckeröder Straße 6        | Reckerode, Reckeröder Straße 6 LageFlur: 2, Flurstück: 58/1    |              | Zweite Hälfte 19. Jahrhundert |       |
| Bild gesucht BW | Ehemalige Schule                    | Reckerode, Reckeröder Straße 7 LageFlur: 3, Flurstück: 26/2    |              | 1751                          |       |
| Backhaus        | Backhaus                            | Reckerode, Reckeröder Straße 9 LageFlur: 3, Flurstück: 149/26  |              | 19. Jahrhundert               |       |
| Bild gesucht BW | Wohnhaus Reckeröder Straße 14       | Reckerode, Reckeröder Straße 14 LageFlur: 2, Flurstück: 138/47 |              | um 1900                       |       |
| Bild gesucht BW | Evangelische Kirche                 | Reckerode, Reckeröder Straße 15 LageFlur: 2, Flurstück: 1/1    |              | Anfang 19. Jahrhundert        |       |
| Bild gesucht BW | Rähmbau Reckeröder Straße 17        | Reckerode, Reckeröder Straße 17 LageFlur: 2, Flurstück: 6/7    |              | Mitte 19. Jahrhundert         |       |

## Reimboldshausen
| Bild            | Bezeichnung                            | Lage                                                                   | Beschreibung | Bauzeit                       | Daten |
| --------------- | -------------------------------------- | ---------------------------------------------------------------------- | ------------ | ----------------------------- | ----- |
| Bild gesucht BW | Haupthaus einer Hofanlage Brunnenweg 2 | Reimboldshausen, Brunnenweg 2 LageFlur: 3, Flurstück: 4/1              |              | 1820                          |       |
| Bild gesucht BW | Haupthaus einer Hofanlage Erlenweg 3   | Reimboldshausen, Erlenweg 3 LageFlur: 3, Flurstück: 127/48             |              | Zweite Hälfte 19. Jahrhundert |       |
| Bild gesucht BW | Fachwerkhaus Reimboldshäuser Straße 4  | Reimboldshausen, Reimboldshäuser Straße 4 LageFlur: 3, Flurstück: 23/1 |              | 1841                          |       |

## Rotterterode
| Bild            | Bezeichnung                             | Lage                                                                | Beschreibung | Bauzeit                | Daten |
| --------------- | --------------------------------------- | ------------------------------------------------------------------- | ------------ | ---------------------- | ----- |
| Bild gesucht BW | Abschluss einer Hofanlage Dammbergweg 2 | Rotterterode, Dammbergweg 2 LageFlur: 2, Flurstück: 63/17           |              | 18. Jahrhundert        |       |
| Bild gesucht BW | Hofreite Forstweg 2                     | Rotterterode, Forstweg 2 LageFlur: 2, Flurstück: 100/8              |              | 18. Jahrhundert        |       |
| Bild gesucht BW | Haupthaus einer Hofanlage Heidweg 1     | Rotterterode, Heidweg 1 LageFlur: 2, Flurstück: 33/2                |              | Spätes 18. Jahrhundert |       |
| Bild gesucht BW | Backhaus                                | Rotterterode, Heidweg 4 LageFlur: 2, Flurstück: 104/36              |              | 19. Jahrhundert        |       |
| Bild gesucht BW | Wohnhaus Rotterteröder Straße 3         | Rotterterode, Rotterteröder Straße 3 LageFlur: 2, Flurstück: 105/41 |              | um 1800                |       |
| Bild gesucht BW | Wohnhaus Rotterteröder Straße 4         | Rotterterode, Rotterteröder Straße 4 LageFlur: 2, Flurstück: 21/1   |              | um 1800                |       |
| Bild gesucht BW | Hof Beyersgraben Nr. 19                 | Rotterterode, Hof Beyersgraben Nr. 19 LageFlur: 6, Flurstück: 82/21 |              | Ende 18. Jahrhundert   |       |
| Bild gesucht BW | Hof Beyersgraben Nr. 20                 | Rotterterode, Hof Beyersgraben Nr. 20 LageFlur: 6, Flurstück: 81/25 |              | Mitte 19. Jahrhundert  |       |

## Willingshain
| Bild                                    | Bezeichnung                                        | Lage                                                                 | Beschreibung | Bauzeit                       | Daten |
| --------------------------------------- | -------------------------------------------------- | -------------------------------------------------------------------- | ------------ | ----------------------------- | ----- |
| Bild gesucht BW                         | ehemalige Gerichtslinde                            | Willingshain, Gartenstraße LageFlur: 11, Flurstück: 32               |              |                               |       |
| Ansicht von der Willingshainer Str. aus | Evangelische Kirche                                | Willingshain, Gartenstraße 24 LageFlur: 9, Flurstück: 64             |              | 1722                          |       |
| Bild gesucht BW                         | Backhaus                                           | Willingshain, Kastanienweg 5 LageFlur: 8, Flurstück: 20/3            |              | 19. Jahrhundert               |       |
| Bild gesucht BW                         | Einhaus Kastanienweg 8                             | Willingshain, Kastanienweg 8 LageFlur: 8, Flurstück: 73              |              | Mitte 19. Jahrhundert         |       |
| Bild gesucht BW                         | Abschluss einer Hofanlage Kastanienweg 12          | Willingshain, Kastanienweg 12 LageFlur: 9, Flurstück: 25/2           |              | Zweite Hälfte 19. Jahrhundert |       |
| Bild gesucht BW                         | Abschluss einer Hofanlage Willingshainer Straße 14 | Willingshain, Willingshainer Straße 14 LageFlur: 9, Flurstück: 105/1 |              | 1903                          |       |
| Bild gesucht BW                         | Wohnhaus Willingshainer Straße 15                  | Willingshain, Willingshainer Straße 15 LageFlur: 9, Flurstück: 26/2  |              | Mitte 19. Jahrhundert         |       |
| Bild gesucht BW                         | Wohn-Wirtschaftsgebäude Willingshainer Straße 24   | Willingshain, Willingshainer Straße 24 LageFlur: 9, Flurstück: 72    |              | Mitte 19. Jahrhundert         |       |
| Bild gesucht BW                         | Backhaus                                           | Willingshain, Willingshainer Straße 37 LageFlur: 8, Flurstück: 91    |              | 1886                          |       |